# Retrospektionseffekt
Als Retrospektionseffekt (engl. recall bias, retrospection effect) wird eine im Rückblick systematisch veränderte, positivere oder negativere Beurteilung eines Erlebnisses oder Ereignisses bezeichnet. Im Unterschied zum einfachen Rezenzeffekt und Rückschaufehler, die aus der Funktion des Kurzzeitgedächtnisses erklärt werden, sind für den Retrospektionseffekt vielschichtige Bedingungen anzunehmen. Diese Antworttendenz ist je nach Person und Thema verschieden ausgeprägt, weist auf emotionale und kognitive Prozesse der Urteilsbildung und der Erinnerung zurück, und kann eine systematische Fehlerquelle bei Selbstberichten und Befragungen bilden.
Der Retrospektionseffekt wird durch den Vergleich der rückblickenden Selbstbeurteilung mit den momentanen bzw. den über einen Zeitabschnitt gemittelten Selbstberichten festgestellt. Untersuchungen haben bei vielen Menschen einen negativen Retrospektionseffekt ergeben, wenn Stimmung und Belastung (Stress), körperliche Beschwerden und Schmerzen rückblickend nach Tagen oder Wochen – im Vergleich zu den aktuellen Berichten – als intensiver beurteilt werden. Beim ambulanten Assessment können Befinden und Stimmung durch regelmäßige Abfragen mit einem Personal Digital Assistant (PDA) im Alltag protokolliert werden. Am Abend des Tages oder am nächsten Tag erbetene Einstufungen lassen im Vergleich zu dem durchschnittlichen Wert (aufgrund der einzelnen Einstufungen während des Tages) bei einigen Personen eine negativere Bewertung erkennen (Käppler u. a., 2001). 